# Liste der Biografien/Schmid, W
Liste der Biografien |
Portal Biografien |
W Personensuche
# |
A |
B |
C |
D |
E |
F |
G |
H |
I |
J |
K |
L |
M |
N |
O |
P |
Q |
R |
S |
T |
U |
V |
W |
X |
Y |
Z |
?
 
Sa |
Sb |
Sc |
Sd |
Se |
Sf |
Sg |
Sh |
Si |
Sj |
Sk |
Sl |
Sm |
Sn |
So |
Sp |
Sq |
Sr |
Ss |
St |
Su |
Sv |
Sw |
Sy |
Sz
 
Sca–Sce |
Sch |
Sci–Scz
 
Scha |
Schc |
Schd |
Sche |
Schg |
Schi |
Schj |
Schk |
Schl |
Schm |
Schn |
Scho |
Schp |
Schr |
Schs |
Scht |
Schu |
Schv |
Schw |
Schy
 
Schma |
Schme |
Schmi |
Schmo |
Schmu |
Schmy
 
Schmic |
Schmid |
Schmie |
Schmig |
Schmik |
Schmil |
Schmin |
Schmir |
Schmis |
Schmit
 
Schmida |
Schmidb |
Schmide |
Schmidf |
Schmidg |
Schmidh |
Schmidi |
Schmidj |
Schmidk |
Schmidl |
Schmidm |
Schmidp |
Schmidr |
Schmids |
Schmidt |
Schmid, A |
Schmid, B |
Schmid, C |
Schmid, D |
Schmid, E |
Schmid, F |
Schmid, G |
Schmid, H |
Schmid, I |
Schmid, J |
Schmid, K |
Schmid, L |
Schmid, M |
Schmid, N |
Schmid, O |
Schmid, P |
Schmid, R |
Schmid, S |
Schmid, T |
Schmid, U |
Schmid, V |
Schmid, W |
Schmid, Y
Die Liste der Biografien führt alle Personen auf, die in der deutschsprachigen Wikipedia einen Artikel haben. Dieses ist eine Teilliste mit 33 Einträgen von Personen, deren Namen mit den Buchstaben „Schmid, W“ beginnt.

## Schmid, W

### Schmid, Wa
- Schmid, Walter (1875–1951), österreichischer Prähistoriker
- Schmid, Walter (1903–1988), Schweizer Verleger und Schriftsteller
- Schmid, Walter (1906–1983), Schweizer Komponist und Musikpädagoge
- Schmid, Walter (1910–1997), deutscher Gymnasiallehrer und Altphilologe
- Schmid, Walter (* 1921), deutscher Fußballspieler
- Schmid, Walter (* 1944), Schweizer Bau- und GeneralunternehmerWalter Schmid (* 1944)

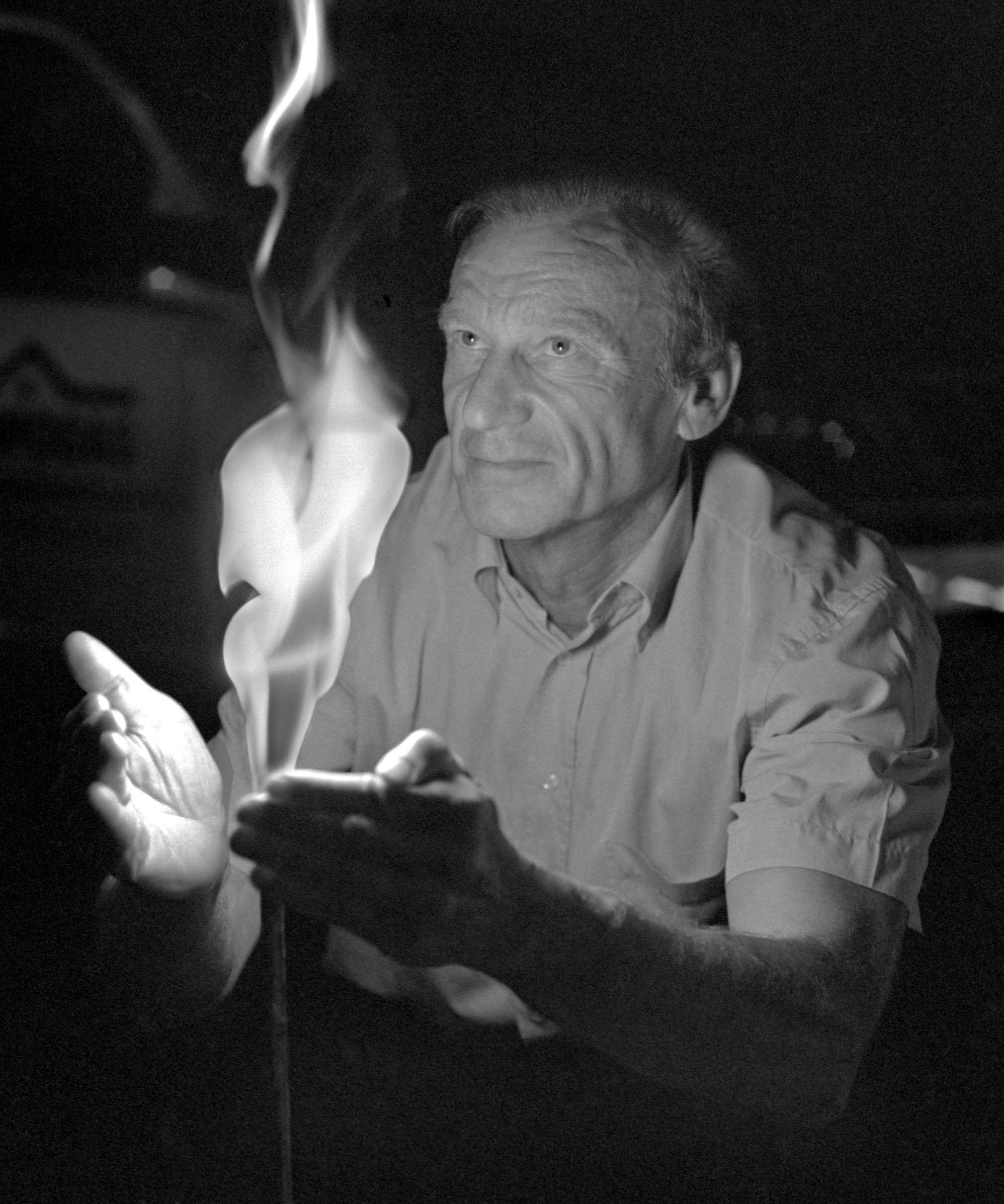
Walter Schmid (* 1944)

- Schmid, Walter (* 1953), Schweizer Jurist und Sozialexperte
- Schmid, Walter Fabian (* 1983), Schweizer Schriftsteller und Literaturvermittler
- Schmid, Walter Jürgen (* 1946), deutscher Diplomat
- Schmid, Wanda (* 1947), Schweizer Autorin

### Schmid, We
- Schmid, Werner (1898–1981), Schweizer freiwirtschaftlicher Politiker (LdU, LSP)
- Schmid, Werner (1918–2002), deutscher Unternehmer und Politiker
- Schmid, Werner (1930–2002), Schweizer Arzt und Genetiker

### Schmid, Wi
- Schmid, Wilfried (* 1943), deutsch-US-amerikanischer Mathematiker
- Schmid, Wilhelm (1812–1857), deutscher Maler, vor allem Porträtist
- Schmid, Wilhelm (1858–1939), Schweizer Oberstdivisionär
- Schmid, Wilhelm (1859–1951), deutscher Klassischer Philologe
- Schmid, Wilhelm (1888–1963), österreichisch-deutscher Mathematiker und Hochschullehrer
- Schmid, Wilhelm (1889–1934), deutscher Politiker (NSDAP), MdR und SA-Führer
- Schmid, Wilhelm (1892–1971), Schweizer Maler
- Schmid, Wilhelm (* 1953), deutscher Philosoph mit dem Schwerpunkt auf dem Gebiet der LebenskunstphilosophieWilhelm Schmid (* 1953)

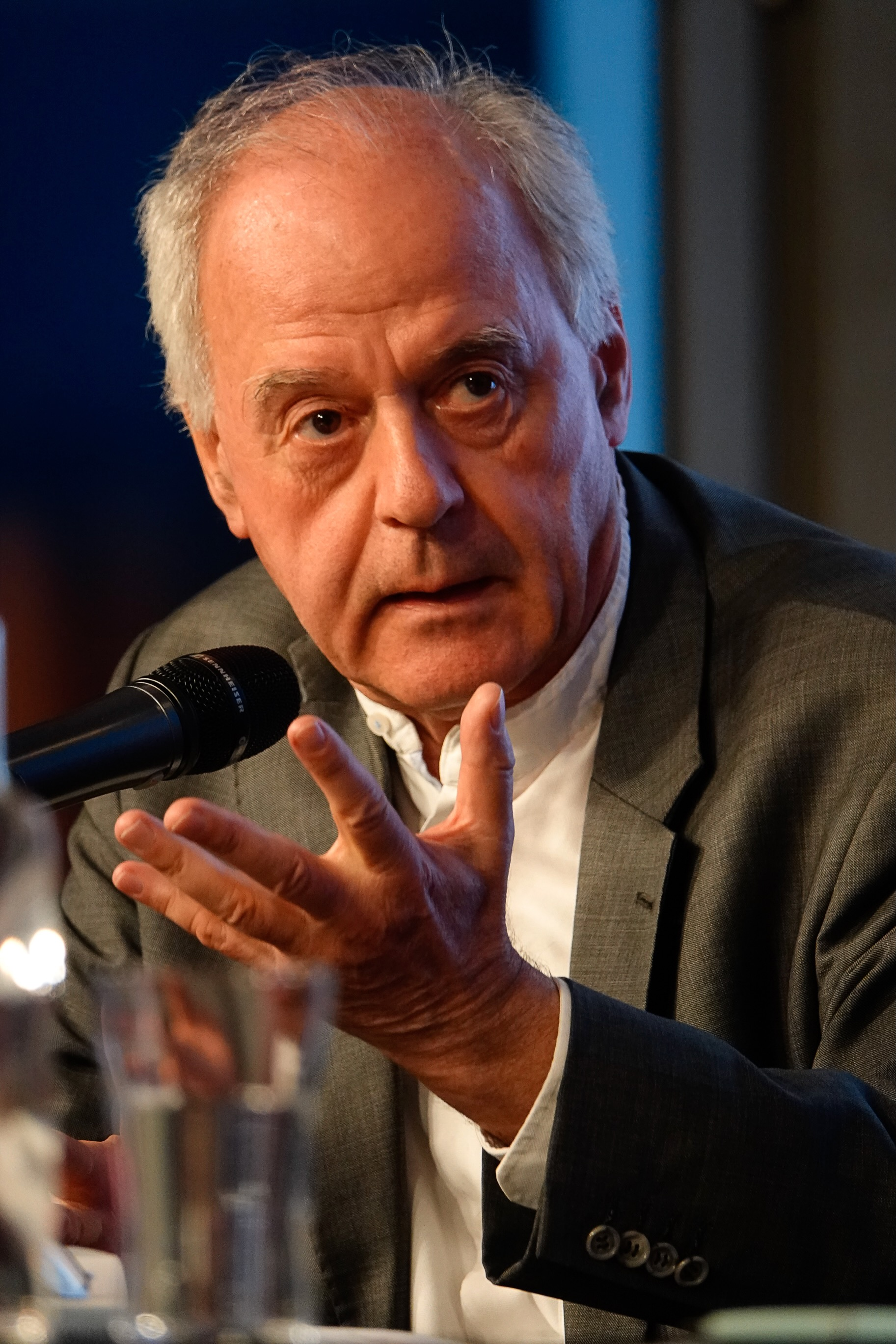
Wilhelm Schmid (* 1953)

- Schmid, Wilhelm Eilert (1791–1856), Orgelbauer in Ostfriesland
- Schmid, Wilhelm von (1806–1882), preußischer Generalmajor
- Schmid, Willi (1893–1934), deutscher Musikkritiker und Lyriker. Opfer des Röhm-Putsches
- Schmid, Willy A. (1943–2024), Schweizer Kulturingenieur und Hochschullehrer

### Schmid, Wo
- Schmid, Wolf (* 1944), deutscher Slawist und Narratologe
- Schmid, Wolfgang (1913–1980), deutscher Klassischer Philologe
- Schmid, Wolfgang (* 1948), deutscher Fusionmusiker
- Schmid, Wolfgang (* 1956), deutscher Mathematiker und Hochschullehrer
- Schmid, Wolfgang (* 1957), deutscher Historiker
- Schmid, Wolfgang (* 1968), österreichischer Hörspielregisseur und Theaterautor
- Schmid, Wolfgang Maria (1867–1943), deutscher Kunsthistoriker und Denkmalpfleger
- Schmid, Wolfgang P. (1929–2010), deutscher Sprachwissenschaftler und Indogermanist